# Cyclodictyon humectatum
Cyclodictyon humectatum là một loài rêu trong họ Pilotrichaceae. Loài này được Cardot mô tả khoa học đầu tiên năm 1910.